# Pane, amore e fantasia
Pane, amore e fantasia és una pel·lícula italiana de comèdia del 1953 dirigida per Luigi Comencini. Fou el primer episodi de la tetralogia"Pane, amore e..."; el altres són Pa, amor i gelosia (1954), Pane, amore e... (1955) de Dino Risi i Pan, amor y... Andalucía (1958) de Javier Setó.

## Sinopsi
El mariscal Antonio Carotenuto, un ancià faldiller que haurà d’adaptar-se a la vida monòtona i tranquil·la del país, és traslladat a Sagliena, una petita ciutat del centre d’Itàlia, immediatament després de la guerra. Amb el suport de la criada Caramella, el mariscal dirigeix la comissaria de policia local. Aquí coneix "Pizzicarella la Bersagliera", una jove local secretament enamorada del carabiner Stelluti. Al principi, el mariscal intenta congraciar-se amb la "Bersagliera", ja que Paoletta, el sagristà de la parròquia, està enamorat del carabiner Stelluti, però aquest últim està enamorat de la Bersagliera i vol que la seva mare la conegui. Així doncs, gràcies a la intervenció de Don Emidio, que informa el mariscal, Stelluti i la Bersagliera es comprometen mentre el mariscal, a la nit de la festa de Sant Antoni, es compromet amb la llevadora de la ciutat: Annarella.

## Repartiment
- Vittorio De Sica... El mariscal de carabiners Antonio Carotenuto
- Gina Lollobrigida... Maria De Ritis, sobrenomenada 'La Bersagliera'
- Marisa Merlini... Annarella Mirziano, la llevadora
- Virgili Riento... Don Emidio, el rector
- Tina Pica... Caramella, l'empleada domèstica
- Maria Pia Casilio... Paoletta, la neboda del capellà
- Roberto Risso... El carabiner Pietro Stelluti
- Memmo Carotenuto... El carabiner Sirià Baiocchi
- Vittoria Crispo... Maria Antonia De Ritis, mare de la 'Bersagliera'
- Guglielmo Barnabò... Don Concezio, l'intendent
- Gigi Reder... Ricuccio
- Fausto Guerzoni... L'home amb la ullera de llarga vista
- Nino Vingelli... Don Vincenzino, el venedor ambulant
- Attilio Torelli... Rumbumbù, el traficant de productes alimentosos
- Checco Rissone... El perruquer
- Alfredo Rizzo... El brigadier Squinzi
- Giulio Battiferri... El vice brigadier Bolognini
- Mario Meniconi... Matteo
- Violetta Gragnani... Giulia Squinzi
- Yvonne Sanson
- Ada Colangeli ... Una veïna intrigant
- Marcella Melnati ... L'àvia de Riccucio
- Amalia Pellegrini ... L'àvia de Matteo
- Nietta Zocchi ... Una veïna intrigant

## Producció
A principis dels anys cinquanta, Luigi Comencini i Ettore Margadonna van anar a Palena per estudiar la possibilitat natural de rodar la pel·lícula Pane, amore e fantasia, de la que en tenien llest el guió, però després d'una inspecció es va haver d’acord que les primeres reconstruccions del després de la guerra destorbaven els llocs del plató per l'atmosfera d'un antic poble una mica immaculat que Comencini volia donar a la pel·lícula.
La ciutat escollida per establir la ciutat imaginària de Sagliena és en realitat el petit Castel San Pietro Romano al Laci, a la zona oriental de la província de Roma; fou escollit perquè era petit, característic i entre els més desafavorits, posteriorment reutilitzat per rodar Pa, amor i gelosia, I due marescialli, Il federale, Liolà i È permesso Maresciallo? (Tuppe-tuppe marescià).
Ettore Maria Margadonna va escriure aquest guió basant-se en la seva vila natal de Palena i sobre els seus propis records de la gent característica del país. La ciutat, la seva església, el sacerdot i la seva comunitat, el mariscal, l’alcalde, l’artesà, els xafarders, les belleses de la ciutat solen ser objecte d’enveja de tots els camperols, la llevadora, figures que Margadonna portava en els seus records palenesos. La ciutat de la pel·lícula de Comencini es va convertir en Sagliena, l'autèntic rector de Palena es deia "Don Concezio" i, sobretot, la "bersagliera" interpretada per Gina Lollobrigida, en realitat estava inspirada en l'exuberant "Lucietta bella" (Lucia Travaglini) que a començaments del segle xx va fer que molts perdessin el cap pel seu atractiu i després es va casar amb un dels més pobres de Palena, va emigrar a Amèrica va donar a llum al famós cantant Perry Como.
L’actor Gino Cervi fou el primer en ser contractat com a protagonista de la pel·lícula, mentre que el títol inicial era Pane e fantasia. A més, alguns productors van rebutjar el tema principal, ja que es considerava perjudicial a l'honor del cos de Carabinieri; després va intervenir el productor Marcello Girosi, amic de De Sica, que va obtenir l'aprovació dels Carabinieri a condició que el protagonista fos De Sica.
La pel·lícula fou restaurada pel Philip Morris Progetto Cinema, en col·laboració amb la Fondazione Scuola Nazionale di Cinema Cineteca Nazionale i amb Titanus, i el director de restauració Giuseppe Rotunno (AIC-ASC).

## Rodatge
Les escenes de la pel·lícula foren rodades a Castel San Pietro Romano (Roma) l'estiu del 1953.

## Reconeixements
Gina Lollobrigida va obtenir el Nastro d'Argento a la millor actriu protagonista i Vittorio De Sica va obtenir el David de Donatello al millor actor el 1956. El 1954 el National Board of Review la va reconèixer amb el premi a la millor pel·lícula estrangera de l'any. Va guanyar l'Ós de Plata al 4t Festival Internacional de Cinema de Berlín de 1954, i fou nominada a l'Oscar a la millor història als Oscar del 1954, als Premis BAFTA i als del Cercle de Crítics de Nova York.
La pel·lícula, que va tenir un gran èxit també a França amb 3.865.980 espectadors, fou seleccionada entre els 100 film italiani da salvare.

## Recaptació
Estrenada als cinemes el 22 de desembre de 1953, la pel·lícula va recaptar 1.413.361.666 lires italianes de l'època, convertint-se així en la més taquillera d'Itàlia de la temporada cinematogràfica 1953-54.
Pane, amore e fantasia encara ocupa el dinovè lloc en la classificació de pel·lícules italianes més taquilleres amb 10.632.926 espectadors de pagament.